# Limenitis pharaë
Limenitis pharaë är en fjärilsart som beskrevs av Hans Fruhstorfer 1915. Limenitis pharaë ingår i släktet Limenitis och familjen praktfjärilar. Inga underarter finns listade i Catalogue of Life.